# ナッシン・バット・ザ・ブルース
『ナッシン・バット・ザ・ブルース』（Nothin' But the Blues）は、アメリカ合衆国のブルース・ミュージシャン、ジョニー・ウィンターが1977年に発表したスタジオ・アルバム。

## 解説
ウィンターがプロデュースやギター演奏で参加したマディ・ウォーターズのアルバム『ハード・アゲイン』（1977年）に参加したプレイヤーが起用されて、ウォーターズの曲のカヴァー「ウォーキン・スルー・ザ・パーク」にはウォーターズ本人がゲスト・ボーカリストとして参加した。2007年9月には、本作と次作『ホワイト、ホット&ブルー』を1枚のCDにまとめた再発盤がBGOレコードからリリースされた。

## 収録曲
特記なき楽曲はジョニー・ウィンター作。
1. タイアード・オブ・トライイング - "Tired of Tryin'" - 3:39
2. TVママ - "TV Mama" - 3:10
3. スウィート・ラヴ・アンド・イーヴィル・ウーマン - "Sweet Love and Evil Women" - 2:57
4. エヴリバディズ・ブルース - "Everybody's Blues" - 4:21
5. ドリンキン・ブルース - "Drinkin' Blues" - 3:41
6. マッド・ブルース - "Mad Blues" - 4:06
7. イット・ワズ・レイニン - "It Was Rainin'" - 5:03
8. ブレイディ・メイ - "Bladie Mae" - 3:35
9. ウォーキング・スルー・ザ・パーク - "Walking Thru the Park" (McKinley Morganfield) - 4:07

## 参加ミュージシャン
- ジョニー・ウィンター - ボーカル、ギター、スライドギター、ベース、ドラムス
- マディ・ウォーターズ - ボーカル
- ボブ・マーゴリン - ギター
- ジェイムズ・コットン - ブルース・ハープ
- パイントップ・パーキンズ - ピアノ
- チャールズ・キャルミーズ - ベース
- ウィリー・"ビッグ・アイズ"・スミス - ドラムス